# Hugo Richter-Lefensdorf
Hugo Richter-Lefensdorf, mit Taufnamen Hugo Theodor Ernst Friedrich Richter (* 9. Januar 1853 in Levensdorf bei Waren (Müritz); † 22. April 1904 in Ahrenshoop), war ein deutscher Landschafts-, Bildnis- und Stilllebenmaler sowie Radierer.

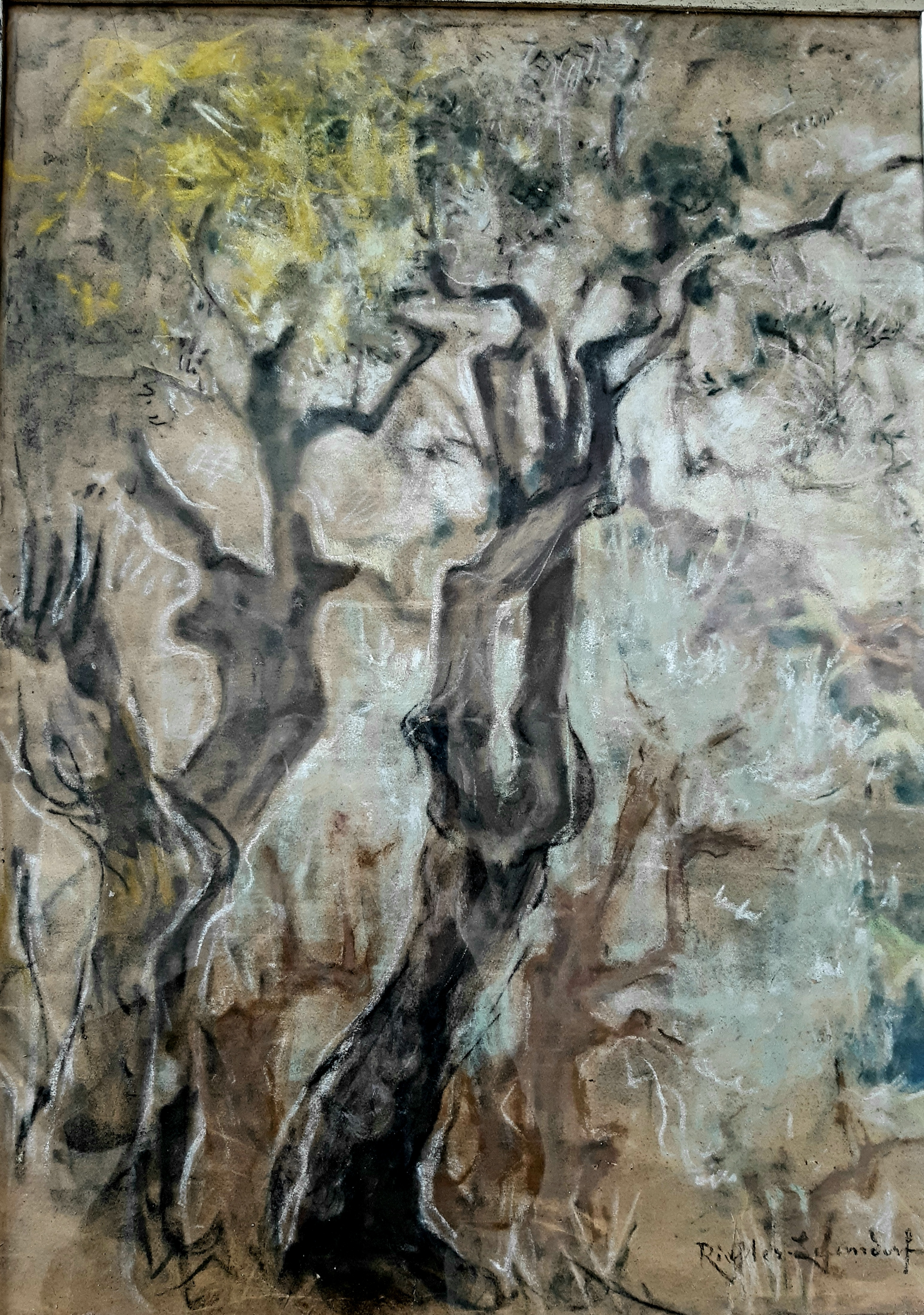
Knorrige Bäume, Mischtechnik

## Leben
Hugo Richter-Lefensdorf war ein Sohn des Levensdorfer Revierjägers Friedrich Ferdinand Richter und dessen Frau Julie Friederike Caroline Johanne, geborene Langberg. Er erhielt seine Ausbildung in Berlin an der Akademie der Künste bei Eugen Bracht und Christian Wilberg. In den 1880er Jahren war er in Berlin ansässig, wie aus den Katalogangaben zu seinen auf den Berliner Ausstellungen der Königlichen Akademie der Künste, sowie ab 1894 auf den Großen Berliner Kunstausstellungen gezeigten Bildern zu entnehmen ist. Studienreisen müssen ihn in dieser Zeit aber nach Bayern, ins Ötztal und nach Venedig geführt haben, wie die Titel der ausgestellten Gemälde verraten. Er war Mitglied im Verein Berliner Künstler.

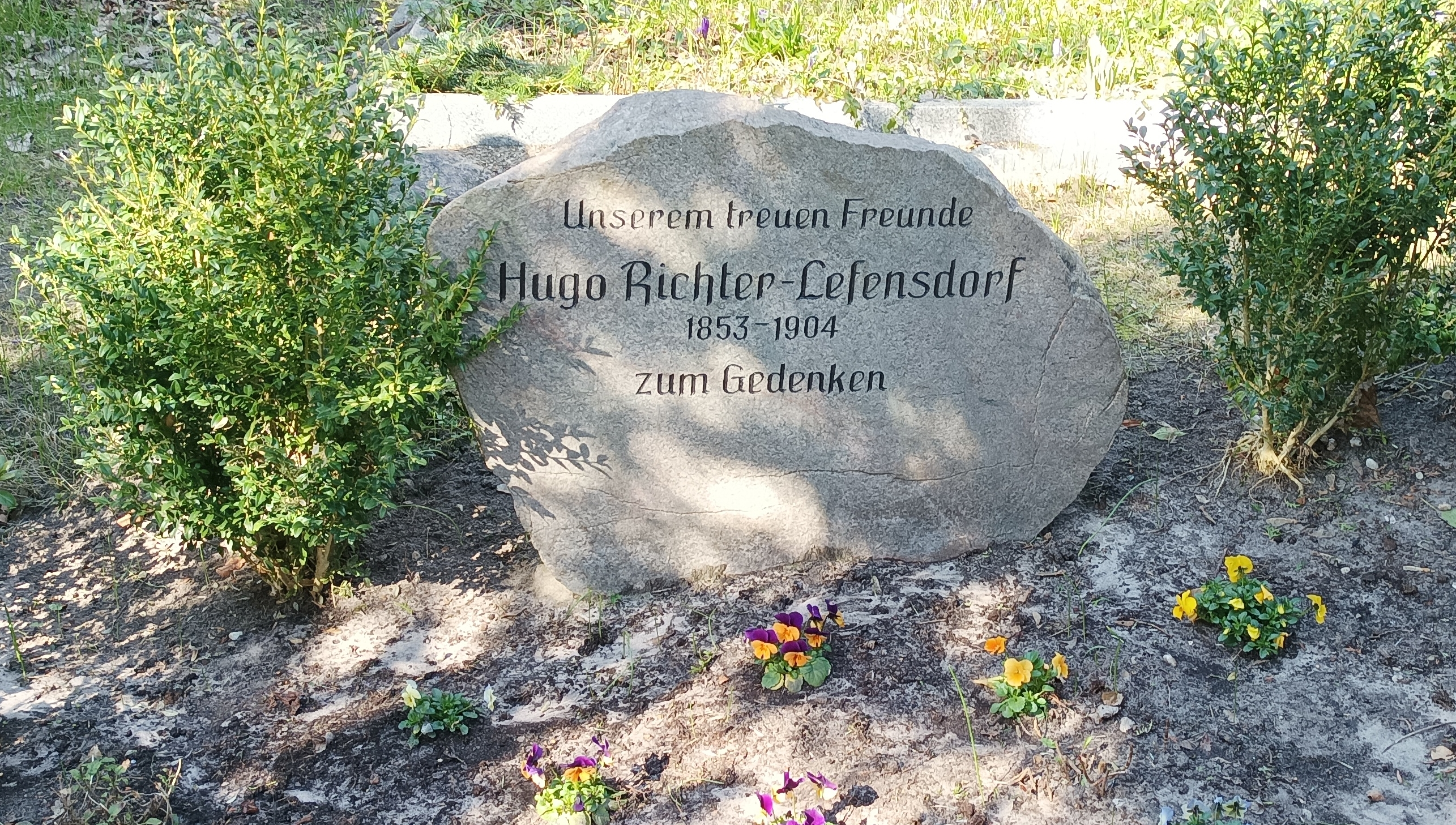
Grab von Hugo Richter-Lefensdorf auf dem Ahrenshooper Friedhof

1894 kam Richter-Lefensdorf nach Ahrenshoop, wo er 1896 sein Haus in der Dorfstraße 30 bauen ließ. Er gehörte neben Paul Müller-Kaempff, Elisabeth von Eicken, Friedrich Wachenhusen und Fritz Grebe somit zur Gründergeneration der Künstlerkolonie Ahrenshoop. Bis 1903 nahm er regelmäßig an den Berliner Ausstellungen teil, eine Ablehnung seiner Werke im Jahre 1904 konnte er jedoch nicht verkraften und wählte den Freitod. Er tat dies nicht aus gekränktem Ehrgefühl, wie teilweise behauptet wird, sondern, weil er ohne den Verkauf seiner Bilder „buchstäblich verhungert wäre“. Er wurde auf dem Ahrenshooper Friedhof bestattet.

## Werke / Ausstellungen
Hugo Richter-Lefensdorf war mit seinen Werken regelmäßig vertreten auf den Ausstellungen der Königlichen Akademie der Künste zu Berlin, den Großen Berliner Kunstausstellungen sowie im Münchener Glaspalast.
Königliche Akademie der Künste zu Berlin
- 1886: Spätherbst im bayrischen Hochmoor; Herbst im bayrischen Hochmoor
- 1888: Thalschluss des Oetzthales mit Gurgler Gletscher und Schalfkogl; Septembermorgen am Waldsee
- 1889: Septembertag im Isargries bei Tölz; Westphälische Bauernküche
- 1890: Bildnis der Frau S.; Stilleben; Sonnenaufgang im Hochgebirge – Motiv aus dem Ötzthal; Parthie aus dem baierischen Hochmoor – Spätherbst
- 1892: Abend in Venedig; Venezianischer Kanal; Fischerboote in den Lagunen, (Venedig.); Aufsteigendes Gewitter am See; Landschaft nach dem Unwetter.[4]

Große Berliner Kunstausstellungen
- 1894: Der Weg zum Meer; Aufsteigendes Gewitter; Mecklenburgische Bauernküche
- 1895: Dorfstrasse in Ahrenshoop; Fischerhütten am Saaler Bodden
- 1896: Spätherbstabend im Walde; Dorfparthie aus Ahrenshoop
- 1897: Herbstlandschaft; Fischerhütte am See; Stiller Herbstabend am Meer
- 1899: Aufsteigendes Wetter
- 1902: Herbst im Walde
- 1903: Winterlandschaft; Unser Dorf im Schnee; Waldpartie zur Herbstzeit.[5][6]

Münchener Glaspalast
- 1888: Spätherbst im bayerischen Moor; Septembertag im Isargries; Herbst im bayerischen Moor
- 1889: Sonnenaufgang im Hochgebirge (Ob. Gurgl im Ötzthal)
- 1894: Ländliches Stilleben
- 1901: Herbst im Walde.[7]

Ahrenshoop, Kunstmuseum
- 2024: Hugo Richter-Lefensdorf (1853–1904). Ein Maler der ersten Generation in Ahrenshoop. (14. April bis 23. Juni 2024)[8]